# Base navale française de Djibouti
La base navale française de Djibouti, aussi connue sous le nom de base navale du Héron, est une base navale projetée de la Marine nationale française en Afrique de l'Est, située dans la ville capitale de Djibouti.
Le port militaire français constitue un point d’appui pour tous les bâtiments de la Marine nationale de passage dans la corne de l’Afrique et opérant sur le théâtre du nord de l'océan Indien, constituant ainsi essentiellement une base navale de soutien et de logistique,.

## Port d'attache
La Marine nationale dispose en permanence de deux chalands de transport de matériel (CTM), ainsi que des commandos marine prépositionnés sur place (forces spéciales).